# 34403 Sessin
34403 Sessin è un asteroide della fascia principale. Scoperto nel 2000, presenta un'orbita caratterizzata da un semiasse maggiore pari a 2,943688 UA e da un'eccentricità di 0,103781, inclinata di 2,797873° rispetto all'eclittica. Ha un diametro 3,617	km.